# De vluchtelingen
De vluchtelingen is een stripverhaal uit de reeks van De Rode Ridder. Het is geschreven en getekend door Karel Biddeloo. De eerste albumuitgave was in april 1978.

## Het verhaal
Johan trekt door een eindeloze woud waar hij een blinde ziener ontmoet die hem na een aalmoes waarschuwt voor dreigend onheil door neerdalend licht. Johan hecht niet veel waarde aan zijn waarschuwing en trekt verder. De ziener wordt echter daarop omver gereden door vier aanstormende ruiters. Johan probeert de ziener nog te helpen, maar met zijn laatste adem wijst de ziener de heuvel aan waar Johan van moet wegblijven. Johan is echter nieuwsgierig en ontdekt dat op de top van de heuvel een soort granieten megaliet staat. In de avond daalt een groot licht naar de heuvel en het blijkt een ruimteschip te zijn. Johan staat perplex en denkt meteen aan iets duivelsachtig. Als een vrouw uitstapt, grijpt Johan dan ook naar zijn zwaard, maar de vrouw overtuigt hem van haar beste bedoelingen. Zij legt uit dat zij, Aïmara, en haar metgezel, Raszlik, de hulp van Johan nodig hebben. Zij zijn op de vlucht voor machtige tegenstanders in hun wereld. Zij willen een nieuw leven beginnen op de Aarde en hebben een flinke zak vol edelstenen om een kasteel te kopen. Johan zegt toe hun gids te willen zijn. De vier ruiters, Jerdal en zijn broers, die in de buurt van de heuvel bivakkeerden, komen nader. Johan en zijn nieuwe vrienden vertrekken daarop snel, maar laten in hun haast een robijn vallen.
Als Jerdal met zijn broers de top van de heuvel bereiken, vinden ze de robijn. De robijn is zo scherp geslepen dat deze ook als een verrekijker kan fungeren en komen ze op het spoor van de vluchtelingen. Bij de hoeve van boer Hannes kopen Johan en de vluchtelingen twee paarden en gaan ze op weg naar het kasteel van heer Rudbert. Als Jerdal en zijn broers op de hoeve aankomen, ontfutselen ze met geweld de informatie waar Johan en zijn metgezellen naartoe zijn gegaan: de kasteel van hun oom. Als ze ook richting het kasteel gaan, worden ze achtervolgd door een op wraak beluste Hannes en zijn knechts. In de tussentijd vertelt Raszlik hun verhaal over hun tegenstanders de Zadoks en de Gyrwyls, die met elkaar in een meedogenloze oorlog verwikkeld zijn. Raszlik en Aïmara zijn gevlucht met een geavanceerd ruimteschip.
Aangekomen bij het kasteel van heer Rudbert, geven ze aan het kasteel te willen kopen. Na enige beschimping overtuigen ze heer Rudbert dat ze met serieuze bedoelingen gekomen zijn. Heer Rudbert ziet echter een kans om hen te beroven. Na het toedienen van een slaapdrank waar hij zelf ongevoelig voor is, weet hij hen te overmeesteren en werpt ze in zijn kerker. Als Jerdal en zijn broers even later bij het kasteel komen, doden ze hun oom en weten ze diens soldaten te overtuigen om voor hen te komen werken. Boer Hannes dringt op dat moment het kasteel binnen, maar wordt met zijn knechten afgeslacht. In de tussentijd weet Raszlik een wapen te maken van hun eigen onderdelen en bevrijden ze zich uit de kerkers. Op de vlucht raakt Raszlik gewond en is Aïmara gedwongen hun ruimteschip op te roepen, die korte metten maakt met Jerdal, zijn broers en hun soldaten. Echter daardoor hebben ze ook hun vijanden op hun spoor gebracht. Het blijkt de Zadocs te zijn, die hun schip willen hebben. Raszlik en Aïmara besluiten opnieuw hun blokkade te doorbreken. Dit lukt hun in eerste instantie, maar dan worden ze achtervolgd door de Zadocs. Op het laatste moment wordt de achtervolging onderbroken vanwege een onverwachts verschijnende Gyrwyls, die de Zadocs verpletteren. Hoewel de Gyrwyls ook belang hebben in hun schip, waarderen ze de moed van Raszlik en Aïmara en mogen ze gaan. Ze verdwijnen in de ruimte en voor zijn vertrek leegt Johan de achtergebleven tas met edelstenen in de slotgracht van het kasteel.